# Coccidula lepida
Coccidula lepida är en skalbaggsart som beskrevs av Leconte 1852. Coccidula lepida ingår i släktet Coccidula och familjen nyckelpigor. Inga underarter finns listade i Catalogue of Life.